# Persone di cognome Abe
| Questa pagina contiene informazioni ricavate automaticamente dalle voci biografiche con l'ausilio del template Bio e di un bot. L'aggiornamento è periodico e automatico e ricostruisce completamente la pagina. Se manca una persona in questa lista, sei pregato di non aggiungerla, ma accertati piuttosto che la sua voce biografica contenga il template Bio e che i dati anagrafici siano correttamente compilati. Se il template Bio manca, inseriscilo tu stesso o, in alternativa, metti l'avviso {{tmp\|Bio}} che ne segnala la mancanza. Se i dati riportati sono sbagliati, correggi direttamente la voce biografica; le modifiche saranno visibili in questa lista entro pochi giorni. Per chiarimenti vedi il progetto antroponimi. La lista contiene solo le 51 persone che sono citate nell'enciclopedia e per le quali è stato implementato correttamente il template Bio. Pagina aggiornata al 24 mar 2025. |

Questa è una lista di persone presenti nell'enciclopedia che hanno il cognome Abe, suddivise per attività principale.

## Allenatori di calcio(1)
- Yūta Abe, allenatore di calcio e ex calciatore giapponese (Yamaguchi, n. 1974)

## Ammiragli(2)
- Hiroaki Abe, ammiraglio giapponese (prefettura di Yamagata, n. 1889 - Kamakura, † 1949)
- Kōsō Abe, ammiraglio giapponese (Prefettura di Yamagata, n. 1892 - Guam, † 1947)

## Assassine(1)
- Sada Abe, assassina giapponese (Tokyo, n. 1905)

## Astronomi(2)
- Hiroshi Abe, astronomo giapponese (n. 1958)
- Masanao Abe, astronomo giapponese (n. 1967)

## Attori(3)
- Hiroshi Abe, attore e modello giapponese (Yokohama, n. 1964)
- Sadao Abe, attore e cantante giapponese (Matsudo, n. 1970)
- Tsuyoshi Abe, attore giapponese (Heilongjiang, n. 1982)

## Calciatori(13)
- Hiroki Abe, calciatore giapponese (Tokyo, n. 1999)
- Hiroyuki Abe, ex calciatore giapponese (Nara, n. 1989)
- Kensaku Abe, ex calciatore giapponese (Kanagawa, n. 1980)
- Oluwasina Abe, ex calciatore nigeriano (Lagos, n. 1991)
- Shōhei Abe, ex calciatore giapponese (Chiba, n. 1983)
- Shūto Abe, calciatore giapponese (Tokyo, n. 1997)
- Takuma Abe, ex calciatore giapponese (Tokyo, n. 1987)
- Teruo Abe, calciatore giapponese
- Toshiyuki Abe, ex calciatore giapponese (Saitama, n. 1974)
- Yoshinori Abe, ex calciatore giapponese (Prefettura di Kanagawa, n. 1972)
- Yoshirō Abe, ex calciatore giapponese (Tokyo, n. 1980)
- Yūki Abe, ex calciatore giapponese (Ichikawa, n. 1981)
- Yūtarō Abe, ex calciatore giapponese (Tokyo, n. 1984)

## Cantanti(2)
- Asami Abe, cantante giapponese (Muroran, n. 1985)
- Natsumi Abe, cantante giapponese (Muroran, n. 1981)

## Cantautrici(1)
- Mao Abe, cantautrice giapponese (Ōita, n. 1990)

## Cestisti(1)
- Shigeaki Abe, ex cestista giapponese (Tsuruoka, n. 1947)

## Ciclisti su strada(1)
- Yoshiyuki Abe, ex ciclista su strada giapponese (Osaka, n. 1969)

## Combinatisti nordici(1)
- Masashi Abe, ex combinatista nordico giapponese (Obira, n. 1965)

## Doppiatori(1)
- Atsushi Abe, doppiatore giapponese (Ashikaga, n. 1981)

## Fumettiste(1)
- Tomomi Abe, fumettista giapponese (prefettura di Hyōgo)

## Fumettisti(2)
- George Abe, fumettista giapponese (Tokyo, n. 1937 - † 2019)
- Shin'ichi Abe, fumettista giapponese (Tagawa, n. 1950)

## Generali(1)
- Nobuyuki Abe, generale e politico giapponese (Kanazawa, n. 1875 - Tokyo, † 1953)

## Giocatori di baseball(1)
- Shinnosuke Abe, ex giocatore di baseball e allenatore di baseball giapponese (Urayasu, n. 1979)

## Giocatrici di bowling(1)
- Masami Abe, giocatrice di bowling giapponese (Aomori, n. 1980)

## Judoka(2)
- Hifumi Abe, judoka giapponese (Kōbe, n. 1997)
- Uta Abe, judoka giapponese (Kōbe, n. 2000)

## Maratonete(1)
- Tomoe Abe, ex maratoneta e ultramaratoneta giapponese (Kitsuki, n. 1971)

## Militari(2)
- Abe Masakatsu, militare giapponese (n. 1541 - † 1600)
- Abe Masatsugu, militare giapponese (n. 1569 - † 1647)

## Nuotatori(1)
- Atsushi Abe, nuotatore artistico giapponese (n. 1982)

## Percussioniste(1)
- Keiko Abe, percussionista e compositrice giapponese (Tokyo, n. 1937)

## Piloti motociclistici(1)
- Norifumi Abe, pilota motociclistico giapponese (Tokyo, n. 1975 - Kawasaki, † 2007)

## Pittori(2)
- Kongo Abe, pittore giapponese (Tokyo, n. 1900 - Tokyo, † 1968)
- Nobuya Abe, pittore giapponese (Niigata, n. 1913 - Roma, † 1971)

## Politici(2)
- Shintarō Abe, politico giapponese (Tokyo, n. 1924 - Tokyo, † 1991)
- Shinzō Abe, politico giapponese (Tokyo, n. 1954 - Kashihara, † 2022)

## Registi(1)
- Noriyuki Abe, regista e disegnatore giapponese (Kyoto, n. 1961)

## Scrittori(2)
- Kazushige Abe, scrittore giapponese (Higashine, n. 1968)
- Kōbō Abe, scrittore, drammaturgo e regista teatrale giapponese (Tokyo, n. 1924 - Tokyo, † 1993)

## Zoologi(1)
- Tokiharu Abe, zoologo, ittiologo e erpetologo giapponese (Tokyo, n. 1911 - Tokyo, † 1996)